# Amperea ericoides
Amperea ericoides är en törelväxtart som beskrevs av Adrien Henri Laurent de Jussieu. Amperea ericoides ingår i släktet Amperea och familjen törelväxter. Inga underarter finns listade i Catalogue of Life.